# John Bates (neurophysiologiste)
Pour les articles homonymes, voir John Bates et Bates.
John Alexander Vincent Bates (1918-1993) est un neurophysiologiste anglais ayant fait partie du personnel de l'Hôpital neurologique de Queen's Square de 1946 jusqu'à sa retraite. Il y dirige le laboratoire d'électroencéphalographie et étudie notamment les liens entre l'EEG et les mouvements volontaires chez l'homme.
En 1949, il fonde le Ratio Club, un club de restauration composé de scientifiques britanniques  ayant en commun le même intérêt pour la cybernétique. 
La documentation sur Bates et le Ratio Club est conservée à la bibliothèque Wellcome. 